# Bostrychus scalaris
Bostrychus scalaris är en fiskart som beskrevs av Helen K. Larson 2008. Bostrychus scalaris ingår i släktet Bostrychus och familjen Eleotridae. Inga underarter finns listade.